# شریفه محمدی
شریفه محمّدی (زادهٔ تیر ۱۳۵۸) فعّال کارگری و زندان سیاسی اهل ایران است. او در آذر ۱۴۰۲ بازداشت و در ۱۴ تیر ۱۴۰۳ از سوی دادگاه انقلاب رشت به اتهام بغی به اعدام محکوم شده است. قاضی عضویت او در تشکل کارگری «کمیته هماهنگی برای کمک به ایجاد تشکل‌های کارگری» را که مربوط به بیش از یک دهه قبل بوده مصداق این اتهام دانسته است.

## زندگی
شریفه محمدی در تیر ۱۳۵۸ در یکی از روستاهای آذربایجان شرقی زاده شد. وی دو خواهر و دو برادر بزرگتر دارد. او و خانواده‌اش به کرج نقل مکان کردند و آنجا زندگی می‌کنند. محمدی تحصیلات خود را در رشته طراحی صنعتی در دانشگاه تهران گذراند. او یک پسر دارد که در بهمن ۱۳۹۰ متولد شده است.

## بازداشت و شکنجه
محمدی در ۱۴ آذر۱۴۰۲ به اتهام «فعالیت تبلیغی علیه نظام» در منزل مسکونی خود در رشت بازداشت شد. بلافاصله بعد از بازداشت، مأموران او را به بازداشتگاه امنیتی در شهر سنندج منتقل کردند و اتهام بغی مدتی بعد در پرونده او قرار گرفت. بر اساس گزارش‌ها او در دوران بازجویی و در سلول انفرادی تحت شکنجه و فشار شدید بازجوهایش بوده تا علیه خود اعتراف کند. این گزارش‌ها حاکی از این هستند که او در مدت حبس انفرادی از تماس تلفنی با فرزند دوازده سالهٔ خود و خانواده‌اش و همچنین حق تعیین وکیل محروم بوده است. بی‌بی‌سی فارسی در گزارشی از شکنجهٔ او توسط بازجوهای ادارهٔ اطلاعات سنندج خبر داده و نوشته است که «تعدادی از زندانیان سیاسی سابق و هم‌بندان او گفته‌اند آثار کبودی و شکنجه را بر بدن این زندانی دیده‌اند.»

## حکمِ اعدام
شعبه یک دادگاه انقلاب رشت به ریاست احمد درویش‌گفتار در ۱۴ تیر ۱۴۰۳ او را به اتهام «بغی» یا «شورش مسلحانه علیه نظام جمهوری اسلامی» مجرم شناخته و به اعدام محکوم کرده است. دادگاه ادعا کرده که تشکل کارگری «کمیته هماهنگی برای کمک به ایجاد تشکل‌های کارگری» به سازمان کومله مرتبط است. این در حالی‌ست که این کمیته انتساب آن به هر تشکیلات خارج از کشور را رد و آن را «بهانه‌ای برای سرکوب فعالان اجتماعی و تشکل‌های کارگری» توصیف کرده است. علاوه بر این شریفه محمدی از سال ۱۳۹۰ دیگر عضو کمیته هماهنگی کمک به ایجاد تشکل‌های کارگری نبوده است. اتهام بغی در حالی در پروندهٔ شریفه محمدی آمده که دست‌کم تا چند ماه بعد از بازداشت، یعنی زمانی که او هنوز در سلول انفرادی بوده، خبری از این اتهام سنگین نبوده است.
این حکم بر اساس اتهام وزارت اطلاعات جمهوری اسلامی مبنی بر عضویت شریفه محمدی در «کومه‌له» صادر شده و این در شرایطی است که این اتهام از سوی خود او، همسرش سیروس فتحی، و نیز کومله به شدت رد شده است. همچنین کمیته هماهنگی برای کمک به ایجاد تشکل‌های کارگری نیز که شریفه محمدی در دههٔ هشتاد خورشیدی در آن عضویت داشت، این اتهام را رد کرده است.
حکم اعدام شریفه محمدی در مهر ۱۴۰۳ در شعبهٔ ۳۹ دیوان عالی کشور نقض شد و پرونده برای رسیدگی مجدد به شعبهٔ دوم دادگاه انقلاب رشت ارجاع داده شد. با این وجود شعبه دوم دادگاه انقلاب رشت، به ریاست قاضی احمد درویش‌گفتار در ۲۴ بهمن ۱۴۰۳ بار دیگر شریفه محمدی را به اتهام بغی از طریق عضویت در یکی از گروه‌های اپوزیسیون به اعدام محکوم کرد.

### واکنش‌ها
صدور حکم اعدام برای او با واکنش‌های گسترده نهادهای حقوق بشری داخلی و بین‌المللی و فعالان سیاسی و مدنی مواجه شده است. برخی از آنان با همراهی کاربران شبکه‌های اجتماعی در روز سه‌شنبه ۱۹ تیر با راه‌اندازی طوفان توئیتری با فراخوان «کمپین دفاع از شریفه محمدی» اعتراض خود را به حکم اعدام شریفه محمدی اعلام کردند.
- سندیکای کارگران شرکت واحد اتوبوسرانی تهران و رضا شهابی در بیانیه‌ای اتهام بغی علیه او را کاملاً واهی و کذب محض خواند و خواستار آزادی فوری و بی‌قیدوشرط او شدند.
- گروه حقوق بشری «فرانت لاین دیفندرز» در یک فراخوان اقدام فوری، خواستار آزادی فوری این فعال اجتماعی در ایران شد.
- سندیکای کارگران ساختمانی در استرالیا هم در نامه‌ای به سفارت ایران در این کشور نسبت به صدور حکم اعدام برای این فعال کارگری اعتراض کرد و خواهان آزادی او شد.
- گوهر عشقی، فعال مدنی و مادر ستار بهشتی و از مادران دادخواه، شریفه محمدی را بی‌گناه خواند و در اینستاگرام نوشت: «مگر او جز مطالبه حقوق پایمال شده کارگران زحمتکش و جان به لب رسیده‌ای همچون ستار و محمد من چه کرده است؟!»
- ۱۶ زندانی زن از جمله نرگس محمدی، گلرخ ایرایی، آنیشا اسداللهی، ویدا ربانی و سپیده قلیان روز سه‌شنبه ۱۹ تیر در بیانیه‌ای نوشتند: «این نه فقط حکم اعدام شریفه، بلکه حکم اعدام همهٔ ما، فعالان کارگری، سیاسی، مدنی، حقوق بشری و فعالان حوزهٔ زنان است.»[۲][۱۲]
- ۱۵ نواندیش دینی از جمله ژیلا موحد، محمدجواد اکبرین، عبدالعلی بازرگان حکم اعدام او را ناباورانه خواندند و در بیانیه‌ای گفتند «از آن‌جا که اتهامات وارد شده به خانم شریفه محمدی به هیچ عنوان وارد نیست حکم اعدام خانم شریفه محمدی باید از سوی دیوان عالی کشور فوراً لغو شود.».[۹]
- دو زندانی سیاسی از زندان لاکان بند میثاق به نام‌های جمشید عزیزی و عیسی امیری‌چولاندیم در بیانیه‌ای حکم صادره برای شریفه محمدی را محکوم کردند.[۱۳]
- در اعتراض به حکم اعدام او ۸۵ زندانی سیاسی در زندان اوین روز پنج‌شنبه ۲۱ تیر ۱۴۰۳ دست به اعتصاب غذا زدند.[۱۰]
- سازمان عفو بین‌الملل از مقام‌های ایران خواست که فوراً حکم محکومیت و اعدام او را لغو کنند. عفو بین‌الملل همچنین در بیانیه‌ای گفت: «مقامات ایران باید به حقوق آزادی بیان، تشکل و تجمع مسالمت آمیز احترام بگذارند و از مجازات اعدام، از جمله به عنوان ابزار سرکوب سیاسی، استفاده نکنند.»[۱۱]
- جمعی از زنان ایزدی و عراقی در ۲۷ ژوئیهٔ ۲۰۲۴ و در پایان سومین کنفرانس زنان عراق که به پیشاهنگی «انجمن زنان عراق»، «جنبش آزادی زنان ایزدی» (تاژه) و «جمعیت اور و فرهنگ زنان و کودکان» در بغداد برگزار شد، در اعتراض به صدور حکم اعدام برای شریفه محمدی و پخشان عزیزی بیانیه‌ای صادر کرده و در مخالفت با مجازات اعدام در ایران کمپینی را تحت عنوان «نه به اعدام، آری به زندگی آزاد» اعلام کردند.[۱۴]